# Iota Herculis
Iota Herculis (ι Her / 85 Herculis / HD 160762) es una estrella en la constelación de Hércules de magnitud aparente +3,79. Se encuentra a 495 años luz de distancia del sistema solar.
Iota Herculis es una subgigante azul de tipo espectral B3IV y 17.800 K de temperatura. 2500 veces más luminosa que el Sol, tiene un radio 5,3 más grande que el radio solar. Posee una masa 6,5 mayor que la masa solar; las estrellas masivas evolucionan rápidamente y, aunque su edad es de sólo 45 millones de años, ya ha clausurado —o está a punto de hacerlo— la fusión de su hidrógeno interno. Dentro de las estrellas de tipo B, Iota Herculis rota lentamente —la velocidad de rotación medida es de 10 km/s—, lo que sugiere que su eje de rotación está orientado hacia la Tierra.
Asimismo, Iota Herculis es una estrella B pulsante lenta (SPB), una clase de variables semejante a las variables Beta Cephei. Se conoce un período principal, de 4,48 días, en combinación con otros tres períodos, siendo las variaciones de brillo demasiado pequeñas para ser percibidas por el ojo humano.
Iota Herculis es una binaria espectroscópica con un período orbital de 113,804 días, implicando una separación entre las dos componentes de 1 UA. Se conoce la existencia de una segunda compañera, aproximadamente a 30 UA de la binaria, cuyo período orbital debe ser de aproximadamente 60 años. Visualmente a 2 minutos de arco, se puede observar una tenue estrella de magnitud +11,8; parece también ligada al sistema, estando separada de las otras tres componentes al menos 18.000 UA, por lo que puede emplear un millón de años en completar una vuelta alrededor de ellas.